# Sant Mateu de Montnegre
Sant Mateu de Montnegre – miejscowość w Hiszpanii, w Katalonii, w prowincji Girona, w comarce Gironès, w gminie Quart.
Według danych INE z 2005 roku miejscowość zamieszkiwało 40 osób.